# Schloss Egglkofen

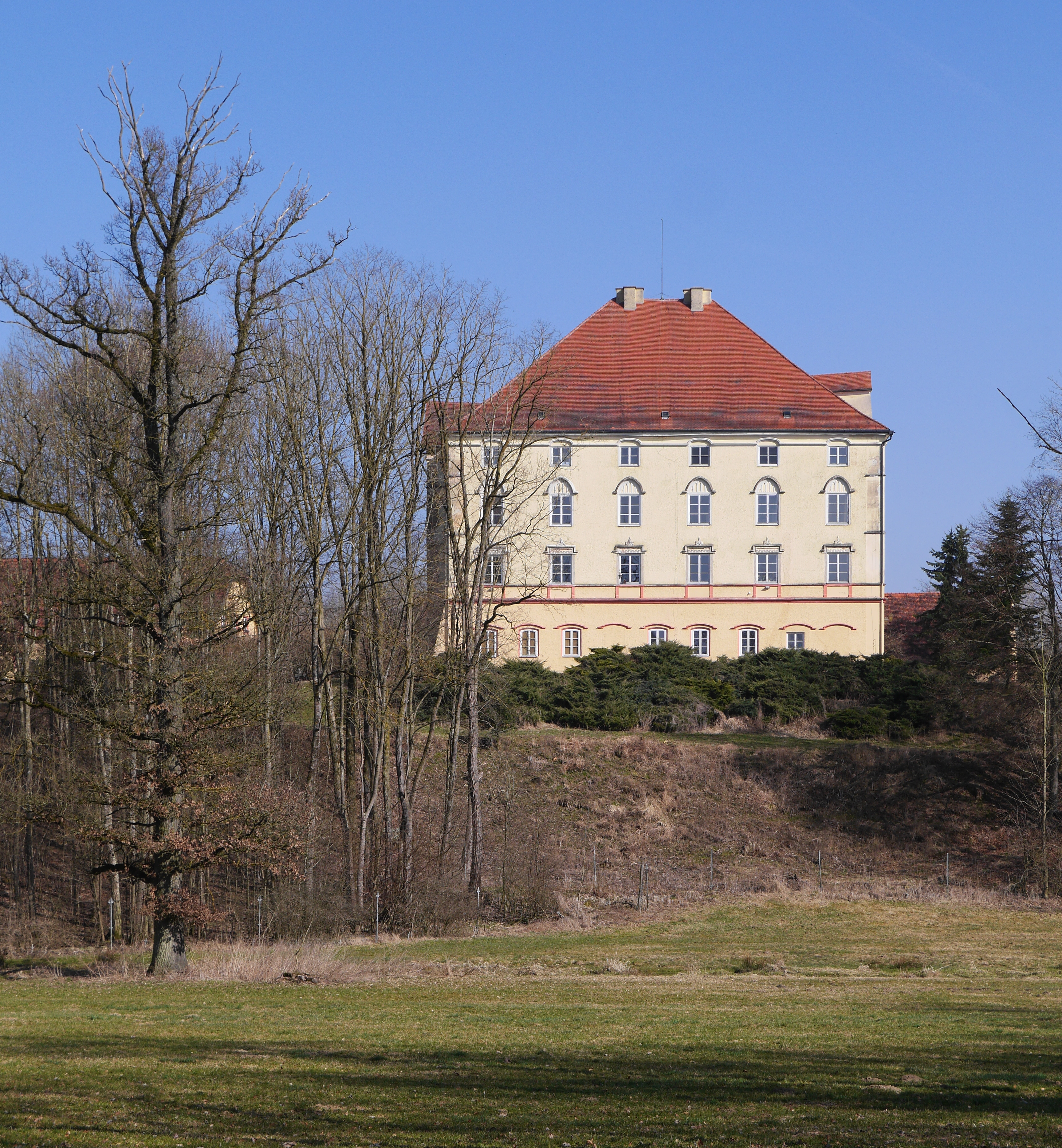
Schloss Egglkofen

Schloss Egglkofen ist ein Schloss der Familie Montgelas in Egglkofen, einer  Gemeinde im oberbayerischen Landkreis Mühldorf am Inn.

## Geschichte
Die erste urkundliche Erwähnung Egglkofens erfolgte im Jahr 1200. Schloss Egglkofen war Sitz einer geschlossenen Hofmark der Freiherrn von Dachsberg. Das Schloss wurde nach 1648 nach Kriegszerstörungen wieder aufgebaut. Von 1797 bis 1838 waren die Grafen von Lerchenfeld Besitzer der Hofmark, die 1820 in ein Patrimonialgericht 2. Klasse umgewandelt wurde. Am 30. Dezember 1833 erwarb Maximilian Joseph Graf von Montgelas (1759–1838) durch Kauf für 107.100 Gulden von Max Freiherr von Lerchenfeld Schloss Egglkofen. Das Schloss war bis 2015, dem Tod von Rudolf-Konrad Graf von Montgelas im Besitz der Familie der Familie Montgelas. 2011 hatte Rudolf-Konrad Graf von Montgelas die gemeinnützige Graf von Montgelas-Stiftung mit Sitz in Egglkofen gegründet, der er auch das Schloss Egglkofen vermachte.

## Baubeschreibung
- Dreigeschossiger Walmdachbau mit Mezzanin, im Kern wohl spätmittelalterlich, nach 1648 wiederaufgebaut, 1833 durch Maximilian Joseph Graf von Montgelas erworben, Ausbau und Neugestaltung in zum Teil gotisierenden Formen nach Plänen von Jean Baptiste Métivier 1833/34; mit historischer Ausstattung.
- Ökonomiehof, drei Trakte, Ende 18. Jahrhundert/erste Hälfte 19. Jahrhundert; östlich vom Schloss.
- Schlosspark, im Stil des englischen Landschaftsgartens, mit Denkmal des Grafen Montgelas, angelegt nach Plänen von Jean Baptiste Métivier ab 1833, in neuerer Zeit verändert.[2]